# 周傑 (南漢)
周傑，唐朝末年及五代十国时南漢官员。
周傑的父親周德扶在唐朝擔任司農卿。周傑自小聰明，開成年間中進士，釋褐試補任獲嘉尉，又出任弘文館校書郎；廣明元年黃巢作亂，唐僖宗逃亡入四川、改元中和，他上書萬字，陳述治亂辦法，獲擢任水部員外郎、轉司農少卿。
周傑對每樣學問都有涉獵，尤其精於曆法。他占星發現嶺南在亂世割據中稍為安定，便叫弟弟周鼎求任封州錄事參軍。到天復年間，周傑放棄官職南遷，劉隱聽聞就邀請他到幕府，以賓儀對待，負責占候天文災變；但他以年老愧於以星象在朝中工作，稱病拒絕，唯劉隱亦寬待他。劉龑稱帝，強行任命他為司天監，命令他占卜國祚。周傑占卜出國家有五百五十五年國祚，令劉龑十分高興，給予豐厚賞賜。史書記載其實周傑早知南漢國祚短暫，只得五十五年，但害怕劉龑猜疑，因此加上五百年欺騙他。
周傑後來遷任太常少卿，九十多歲才去世。他生前留心術數律曆，全因發現曆法大衍曆有弊病，著有《極衍》二十四片傳世。兒子周茂元傳承其學，劉龑時期任司天少監，入宋朝授監丞；孫周克明也精通曆法術數，開寶年間任司天六壬、臺主簿，景德年間上奏著作，獲賜進士、拜太子洗馬殿中丞。他喜歡藏書，懂得辭藻，曾尋找碑銘編寫南漢史書十多卷，事未成就去世了，文稿亦散佚。